# George Müller
George Müller, född 27 september 1805, död 10 mars 1898, var en tysk-brittisk filantrop och predikant.
Müller föddes i Halberstadt, blev predikant för Plymouthbröderna i Bristol och grundade här stora barnhem.